# بارچیانه
بارچیانه (به لهستانی:  Barciany) یک روستا در لهستان است که در گمینا بارچیانه واقع شده‌است. بارچیانه ۱٬۱۰۰ نفر جمعیت دارد و ۶۸ متر بالاتر از سطح دریا واقع شده‌است.